# Jaźwinie
Jaźwinie – część wsi Grębów w Polsce położona w województwie podkarpackim, w powiecie tarnobrzeskim, w gminie Grębów.
W latach 1975–1998 Jaźwinie administracyjnie należały do województwa tarnobrzeskiego.